# Шегультан
Шегультан — река в России, протекает по Свердловской области. Устье реки находится в 537 км по левому берегу реки Сосьва. Длина реки составляет 97 км.

## Притоки
- 13 км: Нижний Исток
- 26 км: Половинная
- 50 км: Тамшер
- 71 км: Большая Косьва
- 73 км: Большая Кондорка

## Данные водного реестра
По данным государственного водного реестра России относится к Иртышскому бассейновому округу, водохозяйственный участок реки — Сосьва от истока до водомерного поста у деревни Морозково, речной подбассейн реки — Тобол. Речной бассейн реки — Иртыш.
Код объекта в государственном водном реестре — 14010502412111200009787.